# Vliegveld Salland
Vliegveld Salland is een klein Nederlands vliegveld gelegen aan de Langsweg nabij Lemelerveld. Het vliegveld wordt uitsluitend gebruikt voor lessen en recreatie (zweefvliegen en rondvluchten). Het vliegveld ligt tussen de plaatsen Dalfsen, Ommen en Raalte, vlak bij het dorp Lemelerveld. Het vliegveld ligt ten westen van de Lemelerberg en ten zuiden van het Rechterse bos.
Het vliegveld is eigendom van de Aero Club Salland.

## Banen
Vliegveld Salland beschikt over de volgende start- en landingsbaan:
- Baan 09-27: lengte ongeveer 1200 meter (grasbaan)

| Vliegveldgegevens |                       |
| ----------------- | --------------------- |
| Veldfrequentie    | 122.505 MHz           |
| Elevatie          | 4m                    |
| Baanrichting      | 090° en 270°          |
| Baanlengte        | 1200 m                |
| Circuit           | Windafhankelijk       |
| Start             | Noord van het lierpad |
| Landen            | Zuid van het lierpad  |

## Communicatie
Salland RADIO: 122.505 MHz